# Auzouville-l'Esneval

Auzouville-l'Esneval este o comună în departamentul Seine-Maritime, Franța. În 2009 avea o populație de 348 de locuitori.